# Металіст-Сіті
«Металі́ст-Сі́ті» — багатофункціональний спортивно-розважальний комплекс у кілометровій зоні навколо стадіону «Металіст» у Харкові, зокрема, торгово-розважальний центр із офісними приміщеннями класу А, дворівневим паркінгом і готелями на перехресті вулиць Плехановської й Державінської, що включатиме на 42 га:
- центр великого спорту й активного відпочинку;
- торговельний і офісний центр;
- концертна арена, конференц-центр, ряд розважальних об'єктів (фітнес-центр із SPA-зоною, більярдними та кегельбанами у підтрибунних приміщеннях стадіону, зали для занять боксом, футболом, скелелазіннямтощо);
- футбольна академія.

У рамках футбольної академії передбачається створити 9 ігрових полів загальною площею 15 000 м² і побудувати 3-поверховий корпус інтернату площею 2 000 м² для проживання 100 осіб із харчуванням і медичним обслуговуванням.
Ініціатор «Металіст-Сіті» група Development Construction Holding (DCH) передбачає інвестувати 327 млн доларів у будівництво комплексу.

## Історія
У червні 2008 р. містобудівна рада Харкова затвердила план реконструкції території навколо стадіону, що обмежена вул. Кірова, пл. Повстання, вул. Лебединською та вул. Смольною), та проект «Металіст-Сіті».
На жовтень 2008 р. у стадії готовності перебувають 5 футбольних полів футбольної академії, продовжується спорудження основного корпусу будівлі.
У лютому 2009 р. розпочато будівництво багаторівневого паркінгу, розрахованого на 2,1 тис. машиномісць, площею 50 000 м². Згодом розпочнеться будівництво автостоянки в пров. Власовському, площею 6 000 м². Термін завершення будівництва багаторівневого паркінга та стоянки — квітень 2009 р.
25 травня 2009 р. буде здано в експлуатацію дитячо-юнацьку академію футболу, 1 червня буде проведено офіційне її відкриття. Чотириповерхова будівля футбольної академії, що розрахована на проживання порядку 100 дітей і має площу близько 2 000 м², була побудована за один рік. Загальна площа дев'яти футбольних полів академії становить близько 15 000 м². Вартість будівництва футбольної академії — близько 10 млн. доларів США.

## Євро-2012
До Євро-2012 буде здана лише перша черга «Металіст-Сіті». Також під час Чемпіонату на основі футбольної академії буде створено фан-зону для вболівальників, а інтернат буде використано як готель.